# وادي رواندز
وادي رواندز (بالكردية: خه ره ند ى رواندز)‏ تقع مدينة رواندز عند سفح صخري يحيط بها واديان عميقان الأول يسمى خرند (خه ره ند) والثاني كلي (خال رش).
خرند (خه ره ند) تقع في الجهة الشرقية بين مدينة رواندز وجبل هندرين. أشهر الصخور داخل خرند هي (به ردى شايكه ران) أي صخرة الدبكة وهي صخرة كبيرة كانت تقام قربها الدبكات الكردية من قبل أهالي رواندز خاصةً في فصل الربيع، ويطلق أهالي رواندز على هذا الوادي تسمية وادي الموت ووادي الانتحار.
```
اما التسمية الأولى ولماذا سمي 
بوادي
 
الموت
 لأن في 
الحرب العالمية الأولى
 وبعد احتلال القوات الروسية سفوح 
جبل هندرين عام
 1916، وفي مساء أحد الأيام استعدت القوات الروسية للهجوم على مدينة 
رواندز
 وبدأت بالقصف المدفعي على المدينة وبحلول الظلام بدأ الهجوم وبحكم جهل الجيش الروسي بطبيعة المنطقة سقط مايقارب 670 جنديا 
روسيا
 في الوادي يقال ان اغلبهم كان من 
القوقاز
. أما التسمية الثانية وادي الانتحار بسبب حالات 
انتحار
 العشاق، وحدثت اغلبها بسبب معارضة الأهل ورفض الزواج وفقا للتقاليد الموروثة.
[
2
]
```

 كلي (خال رش)

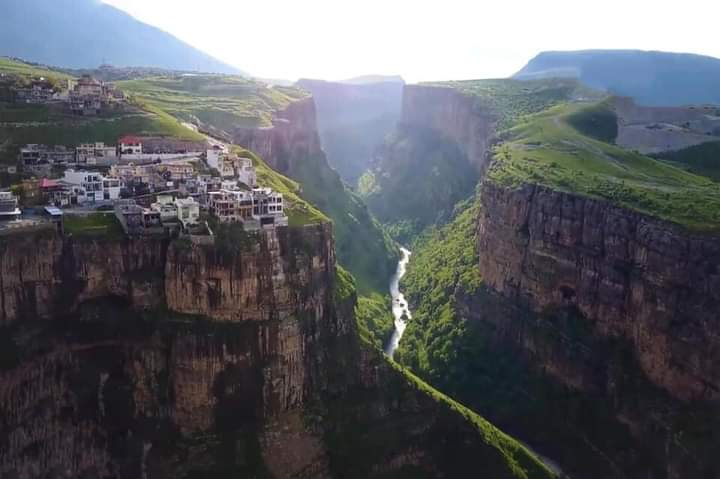
كلي - خال رش (خاله ره ش)

 تقع في الجهة الغربية من مدينة رواندز ويطلق عليها خال رش وينقسم إلى ثلاثة أجزاء خال رش واحد، خال رش اثنان، خال رش ثلاثة، وخال رش هي نبتة برية ربيعية يكثر نموها في الأماكن الجبلية خاصةً في هذا الوادي.
ينزل إلى خرند وكلي (خال رش) من قرية كاولوكا.

## معرض الصور

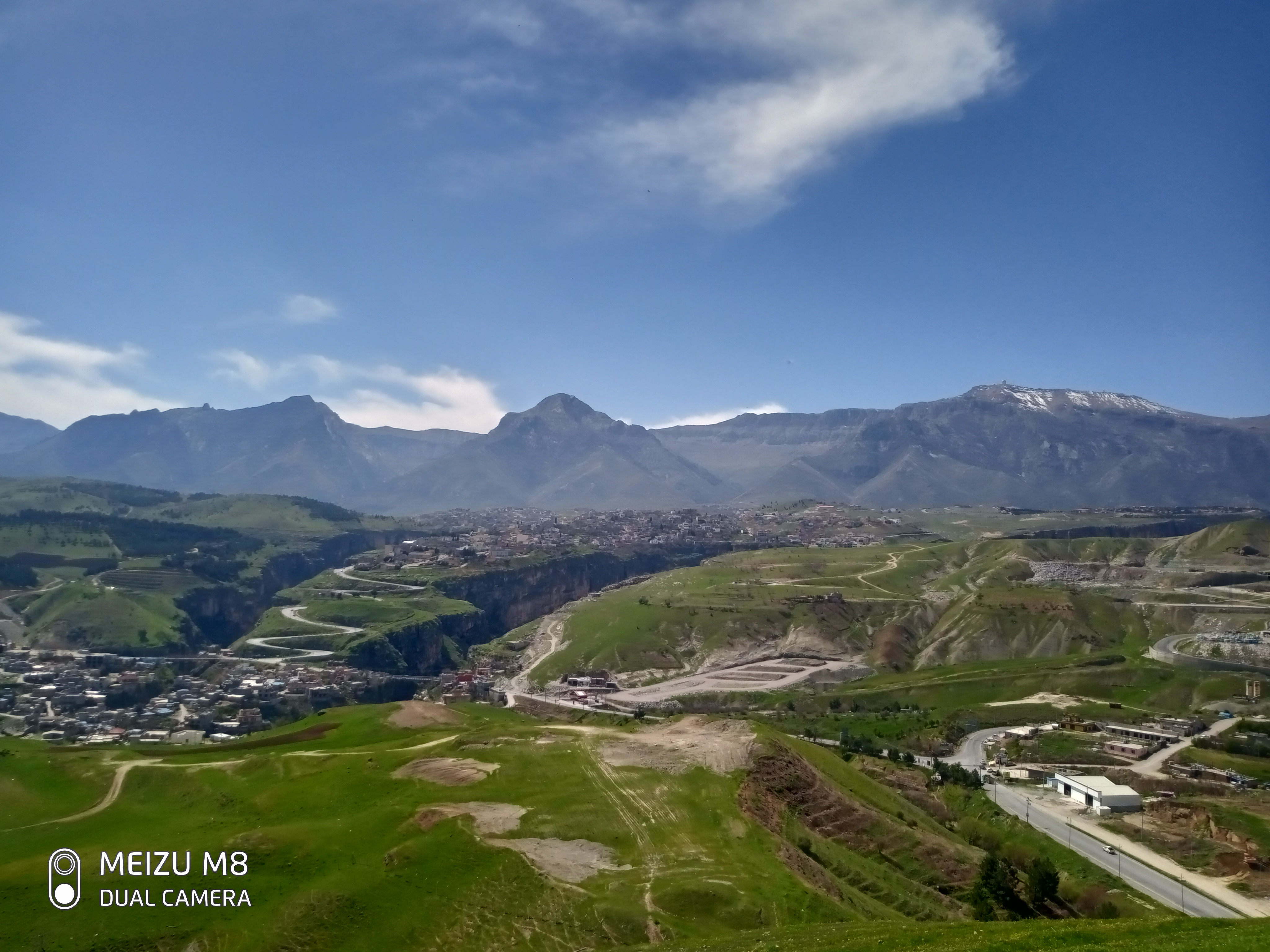
كاولوكا وخلفها مدينة رواندز
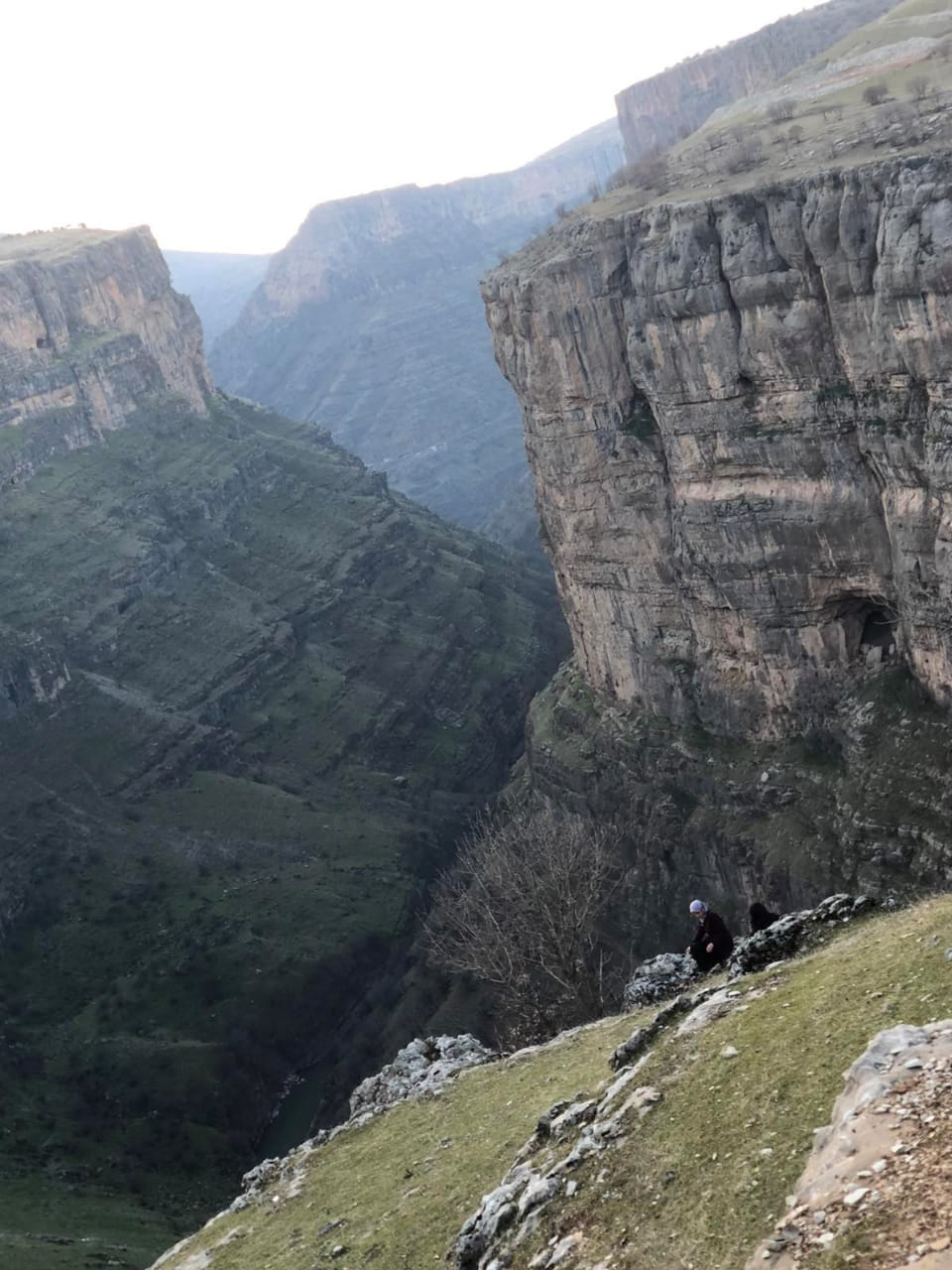
وادي رواندز (  خه ره ند)
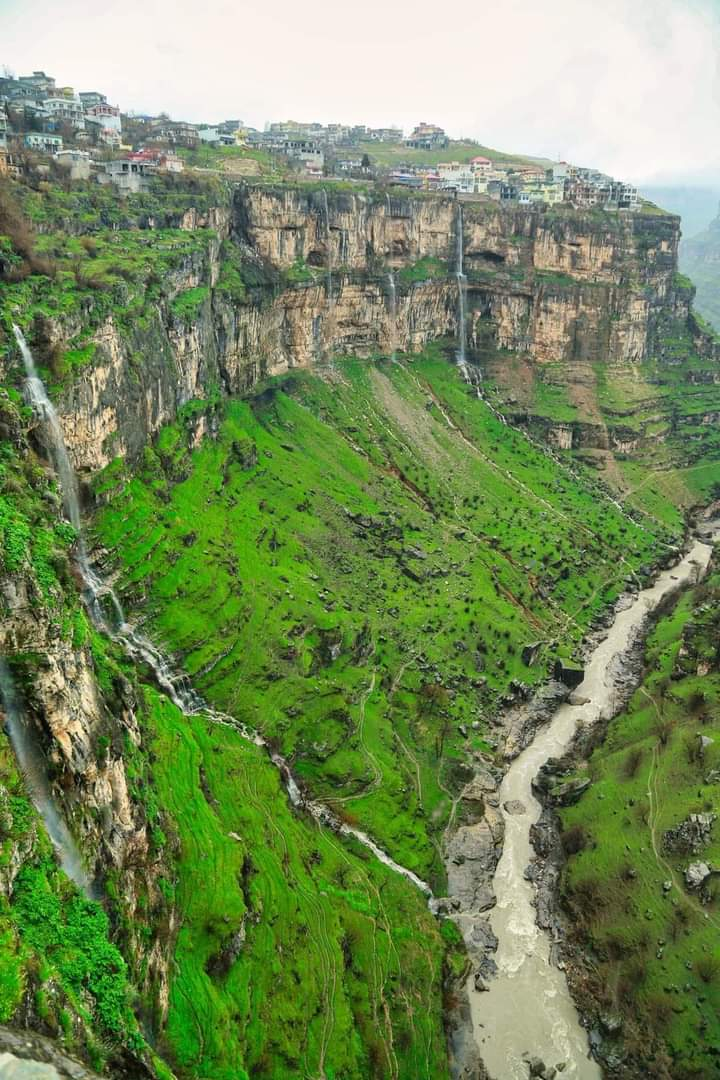
كلي ( خال رش )
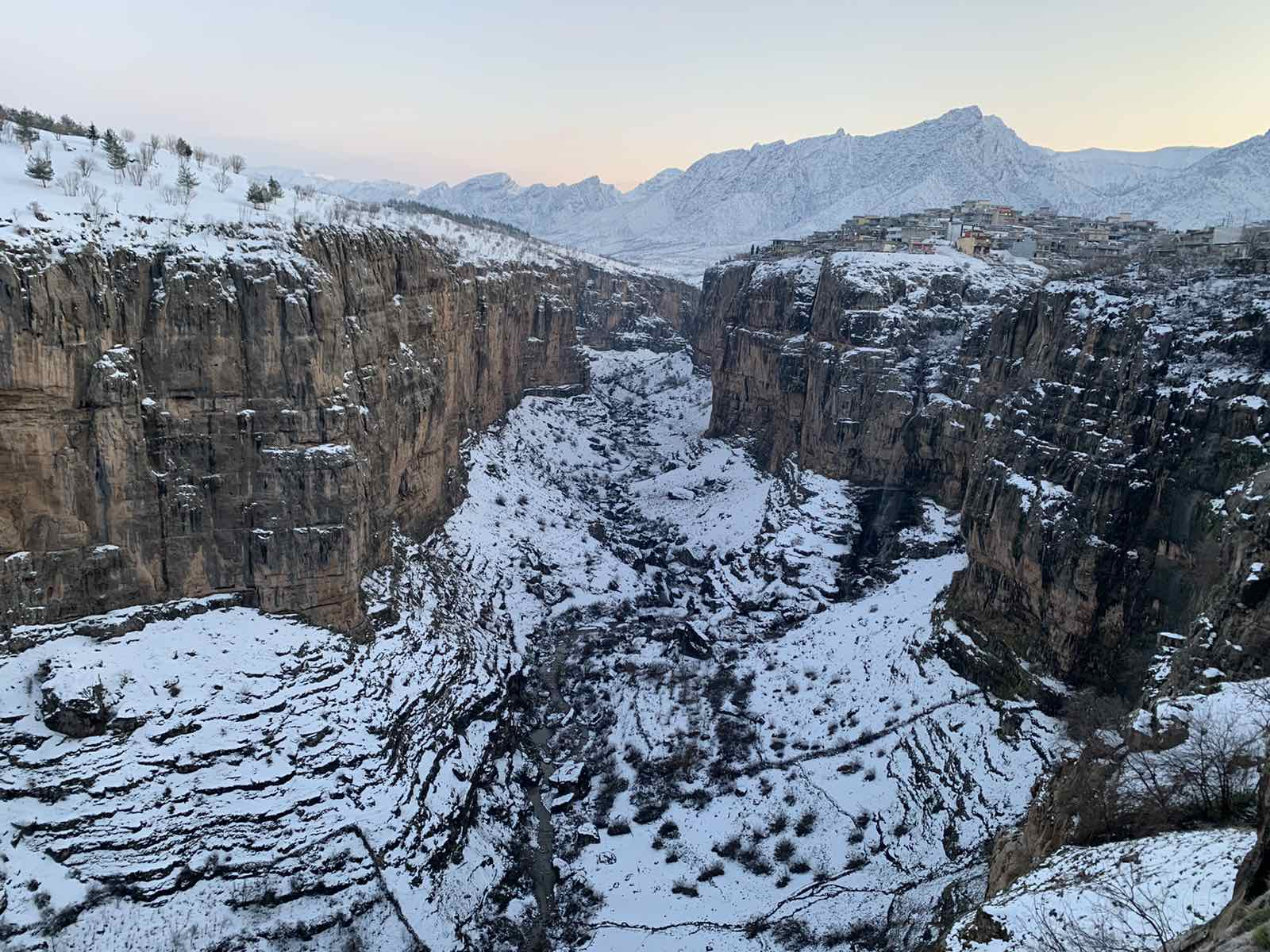
وادي رواندز في شتاء 2022
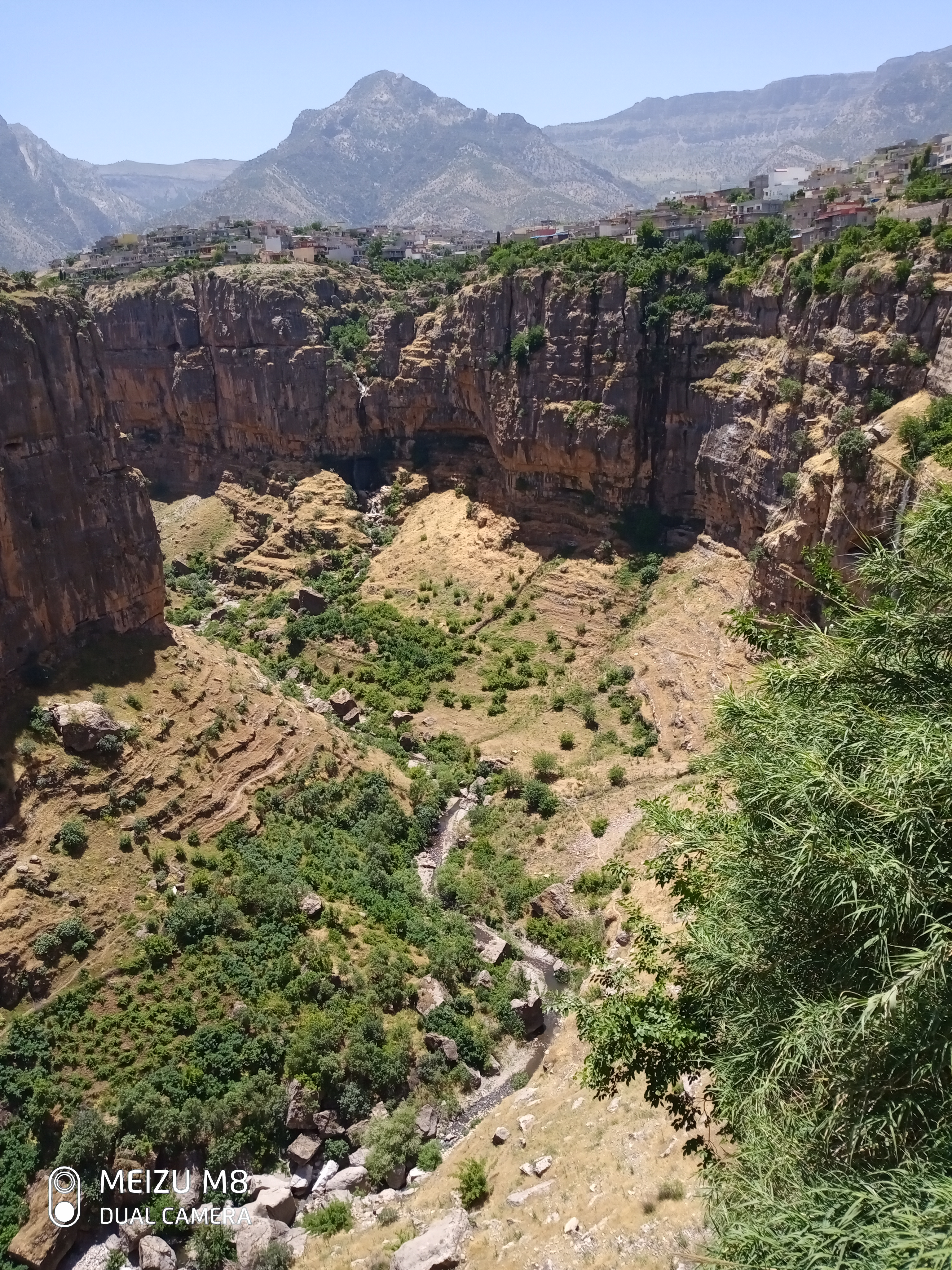
خرند